# San Sebastián (álbum)
San Sebastián es el tercer álbum de estudio del músico chileno Fernando Milagros. Fue lanzado en 2011 bajo el sello independiente Quemasucabeza. El disco ha recibido críticas positivas por parte de la crítica, y su lanzamiento ha significado para Milagros la masificación de su música en el extranjero.
El disco contó con la participación de la cantante española Christina Rosenvinge en los temas «Carnaval» y «Nahual», de Daniel Riveros alias Gepe en la batería, y de Cristián Heyne en la producción y como apoyo musical, entre otros.

## Lista de canciones
Todas las canciones escritas y compuestas por Fernando Milagros, excepto «Abuelo», canción tradicional americana. 
| San Sebastián |                                       |          |  |
| N.º           | Título                                | Duración |  |
| 1.            | «Abuelo»                              | 1:55     |  |
| 2.            | «Piedra angular»                      | 3:36     |  |
| 3.            | «Carnaval» (con Christina Rosenvinge) | 2:58     |  |
| 4.            | «Soltar»                              | 3:55     |  |
| 5.            | «Una sola vuelta»                     | 3:46     |  |
| 6.            | «Angelito»                            | 2:28     |  |
| 7.            | «Rey mayor»                           | 3:51     |  |
| 8.            | «Canción de otro tiempo»              | 4:13     |  |
| 9.            | «Nahual» (con Christina Rosenvinge)   | 3:06     |  |
| 10.           | «Al interior»                         | 3:36     |  |
| 33:24         |                                       |          |  |

## Créditos
Músicos
- Fernando Milagros: voces, guitarra acústica, guitarra eléctrica, mandolina, percusiones, teclado, sintetizadores, silbato
- Christina Rosenvinge: voces en 3, 9
- Sebastián Orellana: bajo en 2, 3, 9
- Daniel Riveros: batería
- Jorge Santis: batería en 7
- Felipe Ruz: guitarra eléctrica en 2
- José Miguel Miranda: piano en 3, 8
- Cristián Heyne: Roland Juno, sintetizadores y drones
- Natalia Cantillano: violines y violas en 2

Otros
- Pablo Bello: grabación y mezcla
- Andrés Mayo: masterización
- Cristián Heyne: producción